# Резерват Мбаризунга
Резерват Мбаризунга (енгл. Mbarizunga Game Reserve) је заштићено природно подручје у Јужном Судану у вилајету Западна Екваторија, југозападно од града Тумбуре. Захвата повшину од око 10 км². Обухвата тропску шуму са значајним стаништем бонго и бушбок антилопа и жутолеђих дујкера.